# 法爾肯哈根湖

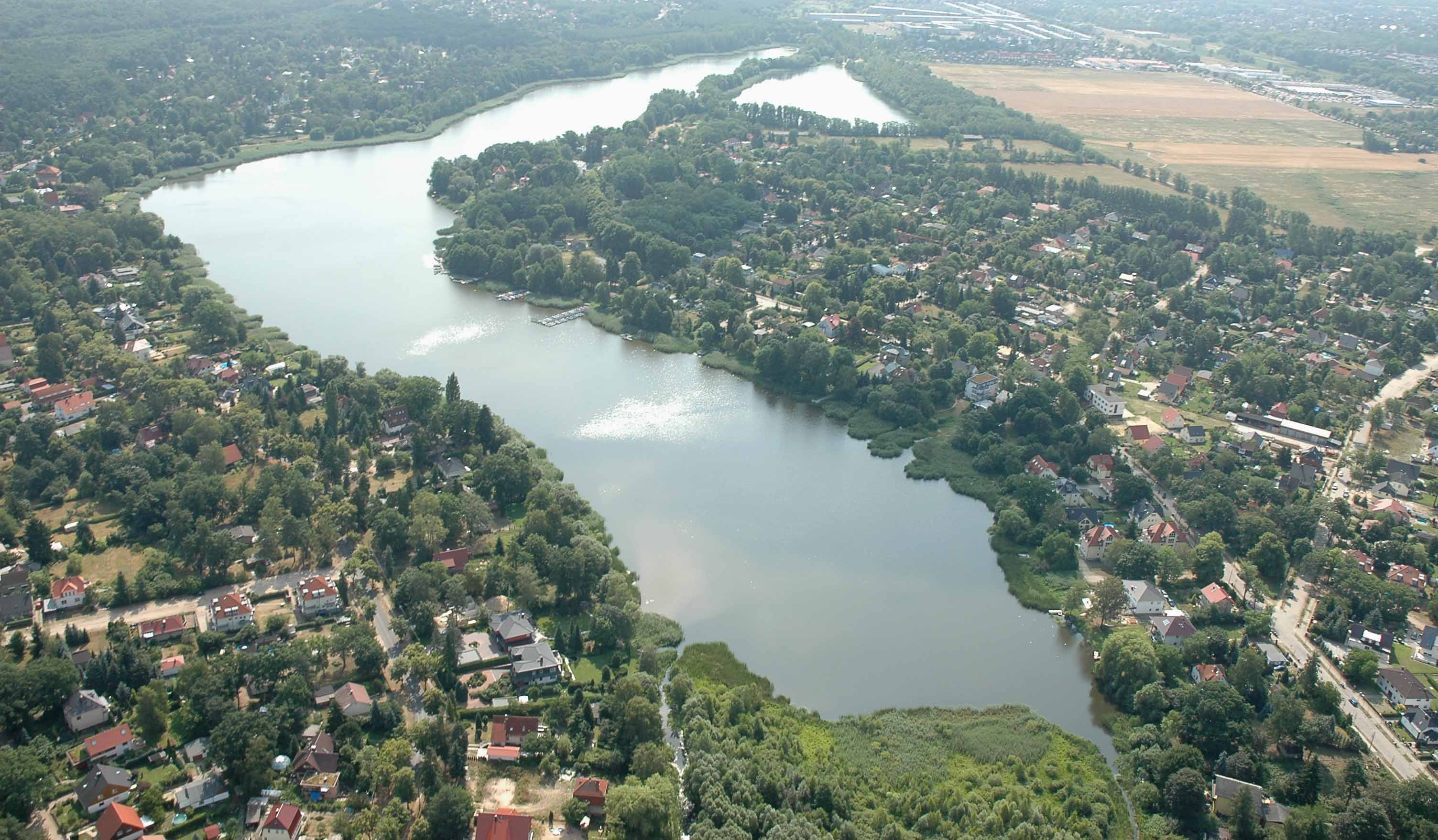

52°34′23.921522″N 13°7′18.927841″E / 52.57331153389°N 13.12192440028°E
法爾肯哈根湖（德語：Falkenhagener See），是德國的湖泊，位於該國東北部，由勃蘭登堡州負責管轄，處於法爾肯塞，長2.2公里、寬0.3公里，面積0.44平方公里，海拔高度30米，平均水深1.7米，最大水深3.2米，水體容量89萬立方米。